# Podorlický skanzen Krňovice
Podorlický skanzen Krňovice je skanzenem s ukázkami lidové architektury Královéhradecka. Nachází se na území části obce Krňovice nedaleko Třebechovic pod Orebem. Jedná se o projekt neziskové organizace a soukromé – rodinné firmy.

## Vznik skanzenu
Podorlický skanzen Krňovice je jediné muzeum tohoto typu v Královéhradeckém kraji. Soustřeďuje architektonické a technické památky regionu Královéhradecka, podhůří Orlických hor a Podkrkonoší. Oblast, kterou zachycuje, se nepřekrývá se žádným z dnes existujících skanzenů v České republice, ale naopak jejich síť rozšiřuje. 
Realizace je dílem nadšenců a fandů, kteří do projektu investují svůj volný čas a elán. Finančně je areál dílem soukromé firmy Dřevozpracující družstvo (dřevostavby a opravy památek) a  neziskové organizace Český svaz ochránců přírody, základní organizace Orlice. Naše poděkování si zaslouží i další mecenáši, kteří finančně pomáhají s realizací.
Výstavbu zajišťují:
- Dřevozpracující družstvo
- Český svaz ochránců přírody – ZO Orlice

První záměry vzniku skanzenu, který by mapoval architekturu regionu Královéhradecka a podhůří Orlických hor, pocházejí z roku 1998. Areál měl původně vzniknout v nedaleké obci Bělečko. Díky stále více negativnímu postoji tehdejšího obecního úřadu (zejména starosty) v Býšti a nakonec i Krajského úřadu v Pardubicích však bylo nutné záměry přehodnotit (i když již byly vykoupeny pozemky pro výstavbu a hotová architektonická studie). Vše začalo znovu hledáním vhodného místa. To bylo nalezeno v obci Krňovice. Záměr zde byl přijat jak původními majiteli pozemků, tak Městským úřadem v Třebechovicích pod Orebem. Následovala rychlá dílčí změna územního plánu a další kolotoč nekonečných úředních jednání.
Až v roce 2002 bylo vydáno stavební povolení pro první etapu (vstupní část skanzenu) a započaly práce na vlastní realizaci staveb. Slavnostní veřejné zahájení prací se uskutečnilo 4. 5. 2002 při postavením dřevěné zvoničky.
Výstavba skanzenu neprobíhala od počátku za zavřenými dveřmi a zájemci si mohli prohlédnout již rozestavěné stavby i vznikající expozice. V následujících letech pak postupně vznikaly jednotlivé stavby, které lze dnes vidět, ale i cesty, oplocení a další doprovodná infrastruktura.

## Stavby ve skanzenu
- 2002 – zvonička z Orlických hor
- 2002 – roubená stodola z Ledců (depozitář)
- 2003 – demontáž mlýna z Bělče nad Orlicí č.p. 30
- 2003 – polabský statek (správní objekt skanzenu)
- 2003 – 2004 – transfer špýcharu ze Semechnic (expozice)
- 2004 – stodola z Klášterce nad Orlicí (restaurátorská dílna a zázemí skanzenu)
- 2005 – 2006 – kočárovna (expozice)
- 2006 – 2008 – hospoda "Na špici" – rekonstrukce stavby (ekocentrum ČSOP)
- 2006 – 2010 – transfer školy ze Všestar (expozice)
- 2007 – rekonstrukce sušárny ze Semechnic (expozice)
- 2007 – transfer špýcharu z Prasku (expozice)
- 2008 – rekonstrukce kapličky z Humburk
- 2009 – 2010 – rekonstrukce kovárny (expozice)
- 2009 – 2011 – obnova roubeného vodního mlýna Běleč n. Orlicí č.p. 30 – budova
- 2010 – roubená stodola
- 2012 – dosud – obnova interiéru a mlecí technologie – mlýn z Bělče n. O. č.p. 30
- 2014 – zahájení prací na dvorcovém statku v areálu skanzenu
- 2016 – mlýn z Bělče n. O. č.p. 30 uveden do činnosti, ukončení výstavby dvorcového statku
- 2017 – zahájení výstavby katru – součást truhlářské expozice
- 2020 – větrný mlýn – výstavba repliky větrného mlýna z Librantic z poloviny 19. století, pro veřejnost přístupná od roku 2021[1]

V muzeu lidových staveb jsou pravidelně pořádány programy zaměřené na historickou techniku a řemesla – tematické dny a víkendy. Aktuální kalendář akcí je stále na oficiálních stránkách skanzenu.

## Galerie

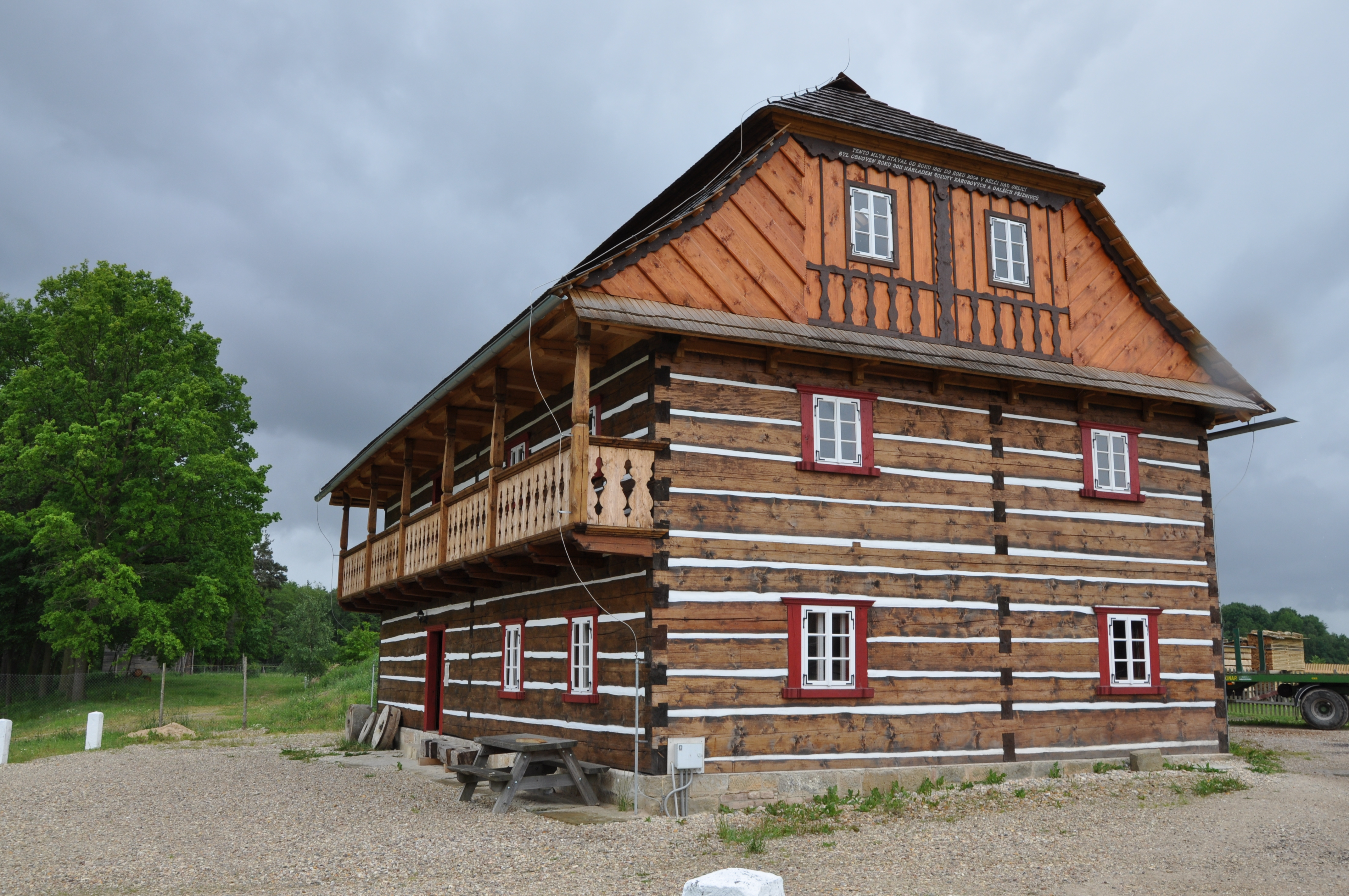
Bělečský mlýn
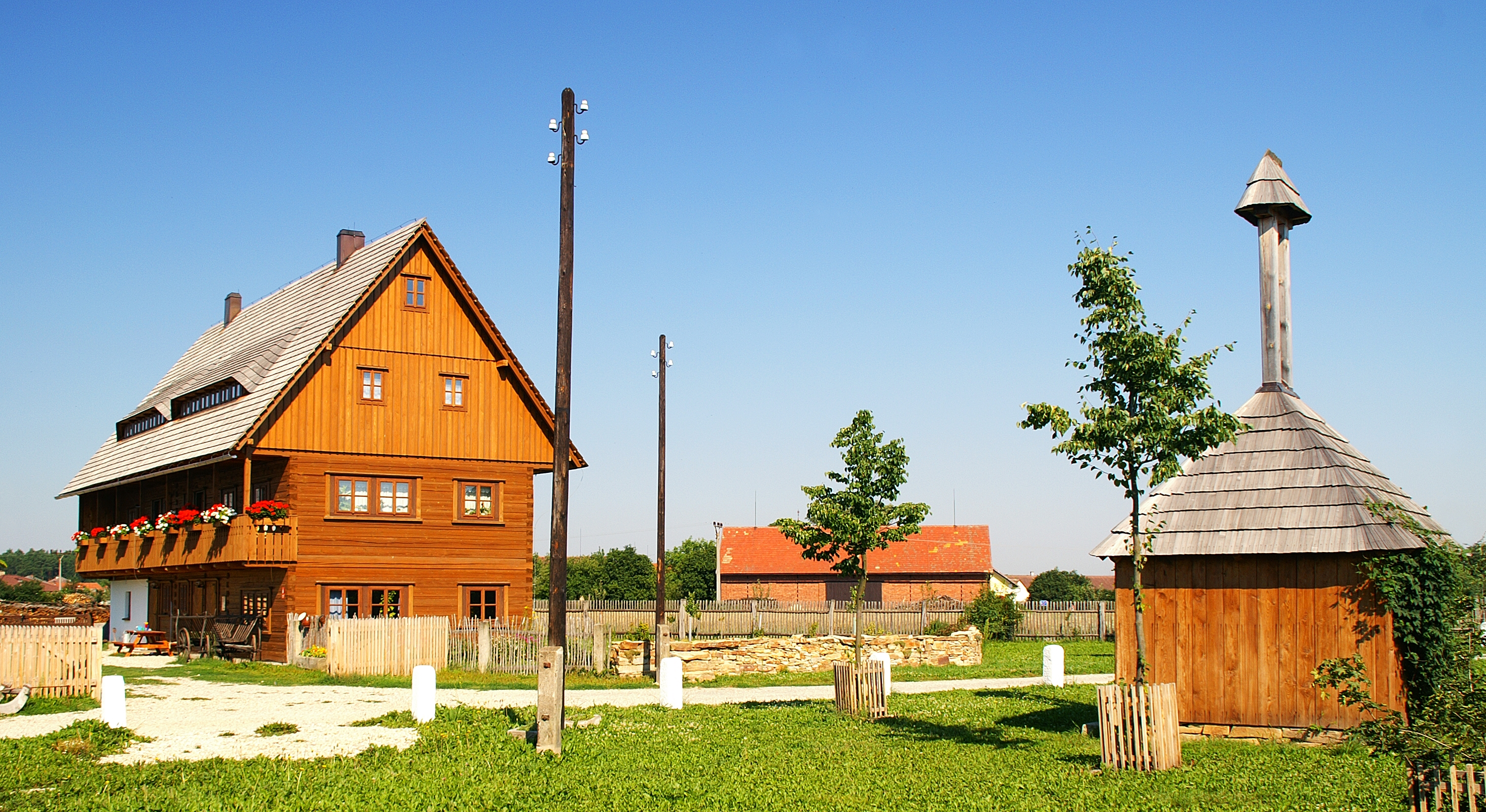
Polabský statek a zvonice
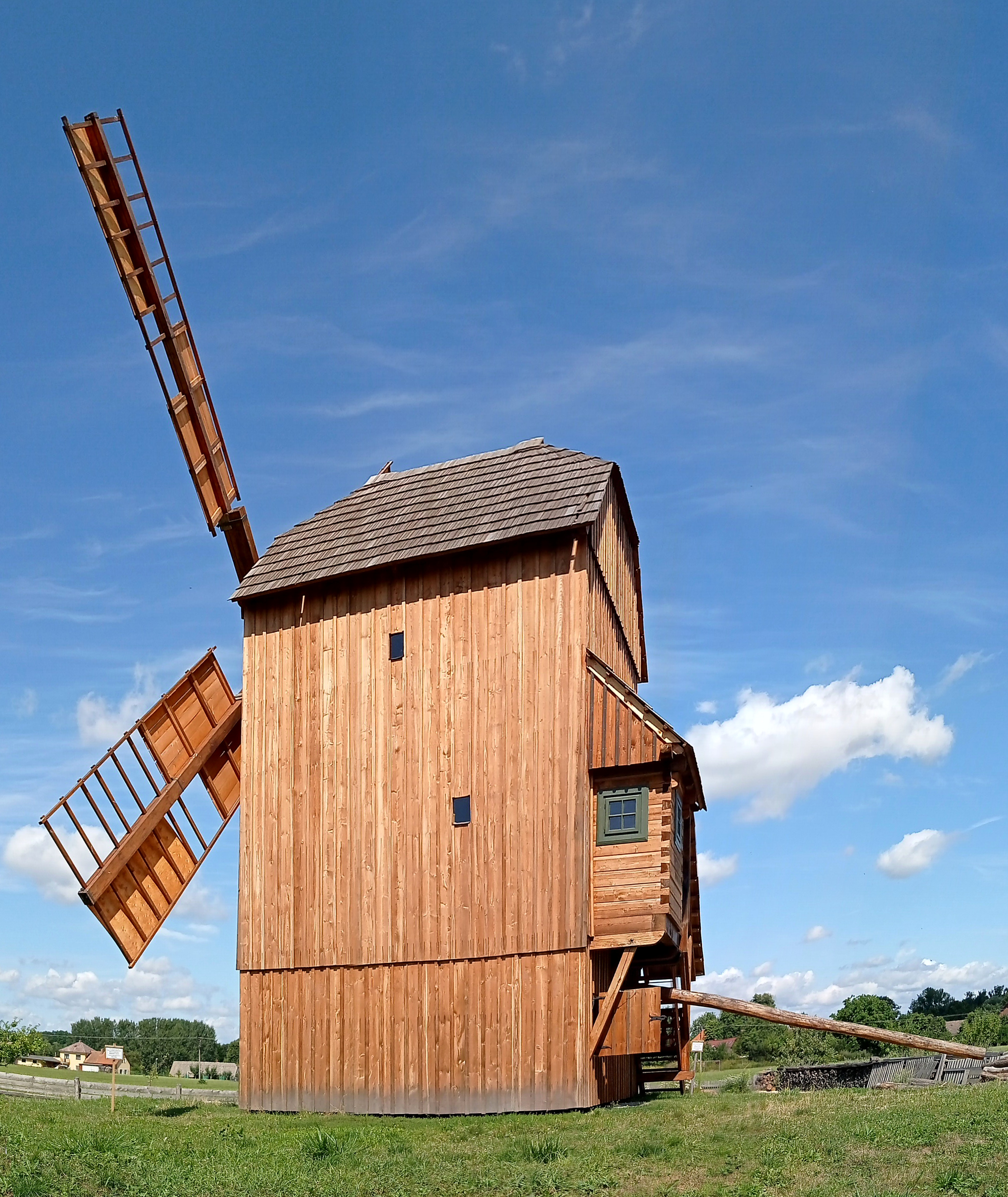
Replika větrného mlýna z Librantic
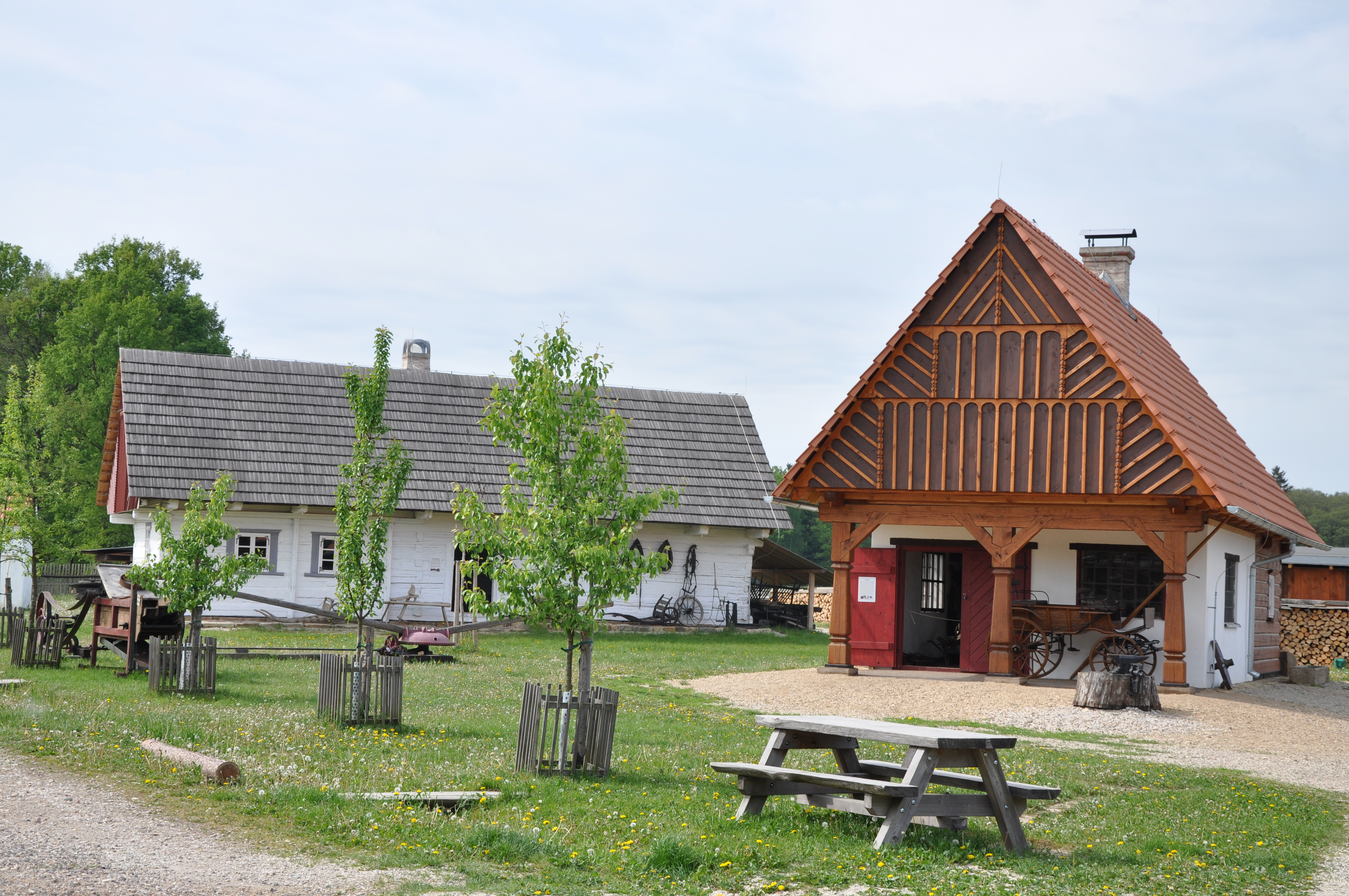
Kovárna
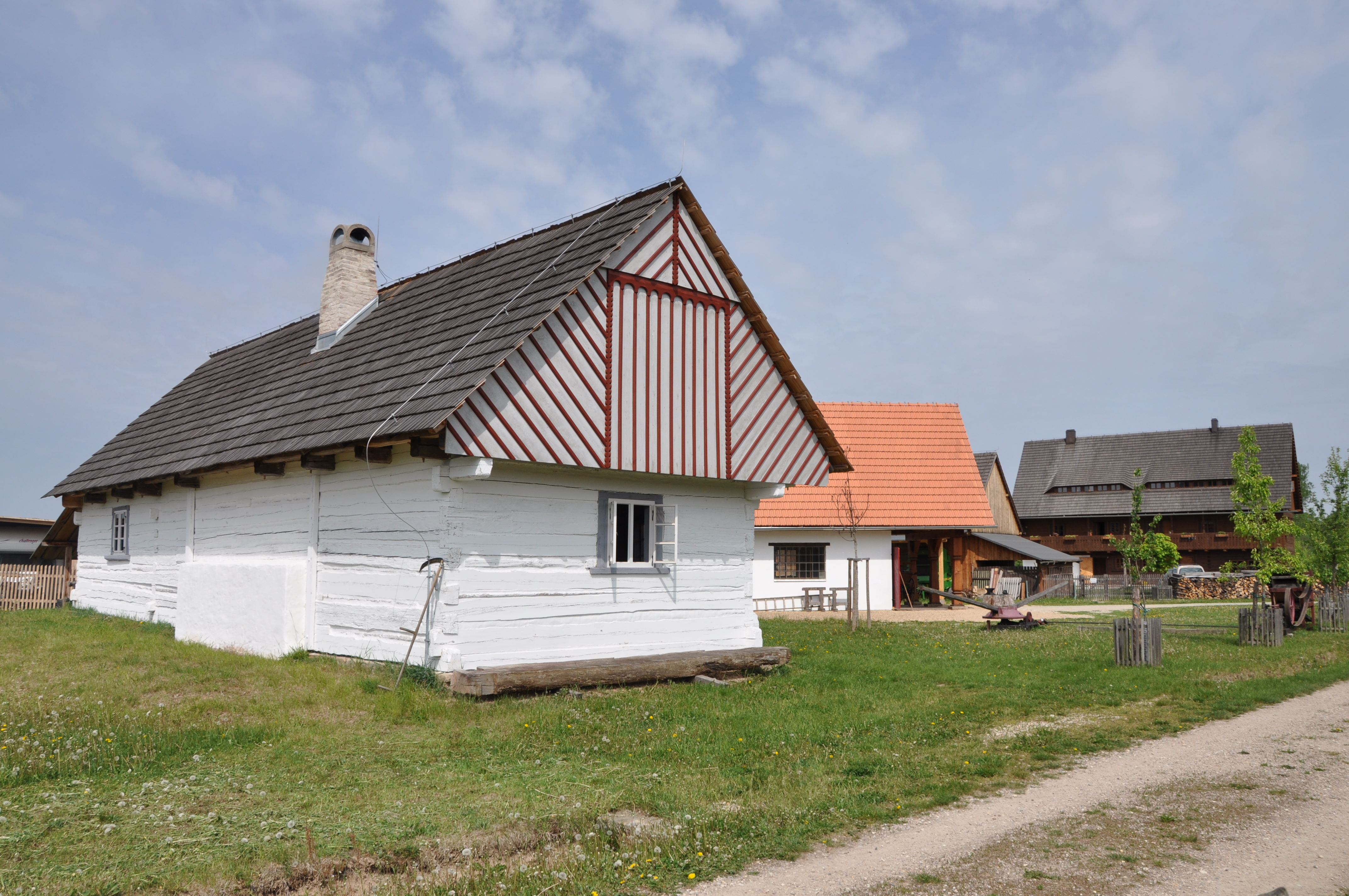
Další budovy ve skanzenu